# The End (chanson des Doors)
Pour les articles homonymes, voir The End.
Pistes de The Doors
Take It as It Comes
(10)
The End est une chanson du groupe The Doors, parue en 1967 sur leur premier album The Doors.
D'une durée de presque 12 minutes, ce morceau est notamment célèbre pour avoir fait partie de la bande son du film de Francis Ford Coppola Apocalypse Now (1979).

## Composition et enregistrement
Le texte de The End est à l'origine écrit par Jim Morrison à la suite de sa rupture avec sa petite amie Mary Werbelow. Cette chanson est travaillée ensuite lorsque le groupe joue au Whisky A Go Go en 1966. Le groupe étant contraint de jouer deux sets par nuit, il étend le morceau de manière à faire du remplissage. Au fur et à mesure de son évolution, la chanson prend forme. Le 18 août 1966, lors d'une performance au Whisky A Go Go, Jim Morrison, qui est sous acide, improvise un passage faisant référence au complexe d'Œdipe dans lequel il dit : « Father / Yes son? / I want to kill you / Mother, I want to… fuck you! » (« Père ? / Oui fils ? / Je veux te tuer / Mère, je veux te… baiser ! »),.
La légende veut que le groupe ait été viré le soir même par Phil Tanzini, le patron du club, ce qui n'est pas totalement exact. Bien que mis à la porte, The Doors honorent leurs engagements jusqu'à la fin de la semaine, jouant encore trois concerts dans le club.
La chanson paraît sur leur premier album The Doors en janvier 1967. C'est la piste finale du disque. La version enregistrée comprend la partie dite œdipienne, bien que le mot fuck ne soit pas prononcé et ait été remplacé par un son de vomissement. Le morceau aurait été enregistré live, sans ajout d'instrument, Jim Morrison chantant dans le noir, à côté d'une bougie. Deux prises auraient été nécessaires et c'est la seconde qui figure sur l'album,.
À propos des paroles, Jim Morrison dira plus tard, en 1969 :

« Chaque fois que j'entends cette chanson, elle signifie quelque chose d'autre pour moi. Je ne sais pas vraiment ce que j'essayais de dire. Cela a commencé comme une simple chanson d'adieu. Probablement à une fille mais cela pourrait être aussi un adieu à une sorte d'enfance. Je ne sais pas vraiment. C'est suffisamment complexe et universel que cela pourrait être presque toute chose qu'on voudrait que cela soit. 

(Every time I hear that song, it means something else to me. I really don't know what I was trying to say. It just started out as a simple goodbye song. Probably just to a girl, but I could see how it could be goodbye to a kind of childhood. I really don't know. I think it's sufficiently complex and universal in its imagery that it could be almost anything you want it to be). »

## À propos du morceau
Le morceau contient notamment le passage Father / Yes son? / I want to kill you / Mother, I want to… (fuck you)! (« Père ? / Oui fils ? / Je veux te tuer / Mère, je veux te… (baiser) ! »), les deux derniers mots étant inintelligibles dès l'enregistrement en studio et dans la plupart des performances du groupe. Les paroles font probablement référence au complexe d'Œdipe et/ou à la pièce Œdipe roi de Sophocle. C'est à cause de ce passage que le groupe s'est fait renvoyer du Whisky A Go Go.
The End fait directement référence à la psychanalyse freudienne ainsi qu’au chamanisme. Dès son adolescence, Jim Morrison lit les écrits de Sigmund Freud et, très tôt, il est attiré par le chamanisme. Au travers de cette chanson il s’agit d’une véritable plongée dans le subconscient (point de vue scientifique), ou dans le monde des Esprits (point de vue animiste). Les individus ayant pratiqué le chamanisme à base d’ayahuasca racontent qu’on se retrouve face à un serpent, incarnant nos propres démons, et qu’il s’agit d’arriver à tuer ce serpent (ou de le vomir). On retrouve le même principe dans la psychothérapie. Francis Ford Coppola a compris tout le sens de cette chanson en lui donnant comme images — dans Apocalypse Now — Willard allant à la rencontre de son principal fantôme, Kurtz, afin de le tuer.
The End fait partie de la liste des chansons jugées inappropriées par Clear Channel Communications à la suite des attentats du 11 septembre 2001.

## Distinctions
En 1995, The End est sélectionnée par le Rock and Roll Hall of Fame, comme l'une des « 500 chansons qui ont façonné le rock 'n' roll ».
Le morceau fait partie des « 500 plus grandes chansons de tous les temps » selon le magazine Rolling Stone. Elle est classée en 328e position en 2004, puis 336e en 2010. Mais elle ne figure plus dans liste révisée en 2021.

## Dans la culture populaire
Le morceau est très célèbre pour avoir fait partie de la bande son du film Apocalypse Now de Francis Ford Coppola (1979). Le film débute par la chanson qui accompagne une scène de bombardement au napalm depuis des hélicoptères dans la jungle vietnamienne,.
Le morceau a aussi une place très importante dans le film d'Oliver Stone The Doors (1991). Il accompagne une scène où le groupe prend de la mescaline dans le désert, et où Jim Morrison (joué par Val Kilmer), sous l'effet du peyotl, a la vision de sa propre mort. On assiste ensuite à la prestation de The End au Whisky A Go Go et au renvoi du groupe de ce bar à cause des paroles sulfureuses de la chanson.
Douze ans avant Apocalypse Now, The End est utilisée pour la première fois au cinéma dans une scène du premier film du cinéaste Martin Scorsese : Who's That Knocking at My Door (1967). On y retrouve le jeune Harvey Keitel dans une scène de sexe entre lui et deux femmes dont Anne Collette. Le début de The End est coupé, mais mis à part cela, la mise en scène reste bien en accord avec la musique. Par exemple, pendant les dernières secondes du morceau (où l'on entend Jim Morrison prononcer le mot Kill plusieurs fois), on voit Harvey Keitel mimer le tir d'un pistolet en utilisant un paquet de cartes qu'il envoie sur une des deux filles, cette dernière faisant comme si elle avait reçu une balle.
La chanson est utilisée dans l'épisode Homer perd la boule des Simpson, où Homer chante The End au moment de se suicider (1999), dans Une histoire fumeuse, lorsque Bart est en tenue de camouflage dans la poubelle de l'école de danse (2008), ainsi que dans L'Hiver de nos contenus monétisés lors d'un flash-back évoqué par Seymour Skinner (2019).
Dans La vie est un miracle d'Emir Kusturica (2004), un soldat chante The End après avoir tiré une roquette avec son bazooka – peut-être une référence au film de Coppola.
The End accompagne le générique de fin de la saison 1 de la série Nerdz jusqu'au premier couplet (2007).
La version de Marilyn Manson est utilisée dans la mini-série The Stand adaptée du roman Le Fléau de Stephen King (2020).
The End est aussi le titre d'une bande dessinée de Romain Renard parue aux éditions Casterman (2007), qui retrace la vie de Jim Morrison.
Dans le film Le Chat potté 2 : La Dernière Quête, la chanson est interprétée par Dan Navarro, dans une nouvelle version mélangeant l'anglais et l'espagnol.

## Autres versions
Plusieurs artistes ont repris la chanson des Doors, dont :
- 1974 : Nico sur son album The End et sur les albums live June 1, 1974 et Do or Die: Nico in Europe ;
- 2000 : Kennedy - Jaz Coleman sur l'album Riders on the Storm - The Doors Concerto ;
- 2000 : Rosetta Stone sur l'album hommage Darken My Fire - A Gothic Tribute to The Doors ;
- 2003 : Tube-Tech, single techno classé 88e en Allemagne[18] ;
- 2004 : Gregorian sur l'album The Dark Side ;
- 2005 : The Young Gods, version live sur l'album XXY ;
- 2006 : Aldo Romano, Rémi Vignolo et Baptiste Trotignon sur leur album Flower Power ;
- 2014 : The Raveonettes sur l'album A Psych Tribute to The Doors ;
- 2014 : Pat Travers et Jimmy Greenspoon sur Light My Fire - A Classic Rock Salute to The Doors ;
- 2016 : Joachim Kühn New Trio sur l'album Beauty & Truth ;
- 2019 : Marilyn Manson[19];
- 2024 : Soap&Skin sur son album TORSO.